# Enzo Sermasi
Enzo Sermasi (Castel San Pietro Terme, ... – ...; fl. XX-XXI secolo) è stato un giornalista, scrittore e pubblicitario italiano. È stato stretto collaboratore del giornalista e scrittore Luca Goldoni con il quale ha pubblicato diversi libri.
È stato anche autore televisivo: per la televisione ha scritto con Bruno Broccoli, Franco Torti e Giorgio Calabrese i testi di Domenica In condotta nei primi anni ottanta da Pippo Baudo ed i testi di Luna Park (programma televisivo 1979) sempre condotto da Pippo Baudo, con cui lavoravano Enrico Beruschi, Tullio Solenghi, Beppe Grillo, Heather Parisi, il trio comico La Smorfia (Troisi, Arena,De Caro) e la partecipazione come ospite fissa di Tina Turner.

## Opere
- con Luca Goldoni, Fiero l'occhio svelto il passo, Mondadori, 1979
- Oltre lo specchio (Ingrandimenti), Mondadori, 1989
- con Luca Goldoni e Dino Biondi, Vip e vipere, Rizzoli, 1994
- con Luca Goldoni, Benito contro Mussolini (Supersaggi), Rizzoli, 1995
- con Luca Goldoni, Mettevamo il prete a letto (Oscar attualità)
- Come si guarda il film
- 350 milioni di italiani
- II giallo biancorossoverde